# Росс, Роберт Болдуин
Роберт (Робби) Болдуин Росс (англ. Robert Baldwin "Robbie" Ross; 25 мая 1869, Тур, Франция — 5 октября 1918, Лондон, Великобритания) — журналист и художественный критик канадского происхождения, друг и литературный душеприказчик Оскара Уайльда.

## Биография

### Ранние годы
Росс родился во Франции, но с раннего возраста жил в Англии. Его отец Джон Росс провёл большую часть жизни в Канаде, где стал юристом и генеральным прокурором в 1853 году, в 1853—1862 годах он был президентом железнодорожной компании «Grand Trunk Railway». Мать Росса, Августа Элизабет Болдуин, была дочерью канадского вице-премьера Роберта Болдуина. У Роберта было две сестры и двое братьев, с одним из которых, Алеком, он был особенно близок. Близкие называли его Робби.
Мать отдала Робби в престижную начальную школу Сэндройд в Суррее, где тот показал себя хорошим учеником. Биографы предполагают, что именно тогда у него случились первые гомосексуальные опыты. В 13 лет Робби приняли на классическое отделение в Грифтон-колледж, после того как он проявил себя способным учеником в области античной литературы и искусства. Однако его мать решила что он недостаточно крепок и здоров, чтобы учиться в частной школе и четыре следующих года Робби учился дома. Он интересовался искусством и литературой, и его брат Алек, к тому времени уже окончивший Кембридж, вводил Робби в литературные круги Лондона. Примерно в то же время Робби познакомился с Оскаром Уайльдом, как именно это произошло, точно не известно.
В 1887 году мать Робби попросила семейство Уайльдов присматривать за ним, пока она путешествует по Европе, а он учится на подготовительных курсах в Ковент-Гарден, чтобы подготовиться к поступлению в Кембридж.
В 1888 году Робби приняли в Кингс-колледж в Кембридже. Поступил он туда потому что хотел изучать историю, среди преподавателей которой был Оскар Браунинг, впоследствии помогавший Россу. Однокурсники Робби недолюбливали, отчасти из-за его поведения и смелых статей в университетском журнале. В марте 1889 группа из шести человек напала на Робби и столкнула его в фонтан во дворе колледжа. Этот инцидент вывел Росса из себя, особенно когда тот узнал что обидчиков не ждёт наказание. У Робби случился нервный кризис и семья забрала его домой. Итоги года учёбы оказались неутешительными, и он решил бросить университет.

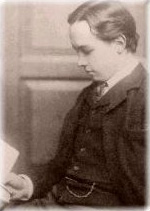
Роберт Росс в возрасте 24 лет

В то же время кто-то из близких заподозрил Робби в гомосексуальности, и тот это подтвердил. Реакция семьи была неоднозначной, и Робби решили отправить куда-нибудь подальше от соблазнов Лондона. Робби уехал в Эдинбург, где работал в журнале «Scott observer». Журнал вскоре переехал в Лондон, и Робби стал там свободным журналистом. Для него это была удачная позиция — будучи журналистом, он мог с полным правом вращаться в литературных кругах. Возможно, именно выход «Дориана Грея» вдохновил Робби на то, чтобы впервые попробовать свои силы в прозе. Он написал небольшой рассказик «Как мы потеряли Книгу Яшар». Творчество Росса было довольно скудным — за всю жизнь он написал всего несколько коротких рассказов. В декабре 1891 года Уолтер Безант предложил ему место младшего редактора в журнале Союза Писателей. Это дало Робби совсем уж устойчивое положение в самом центре литературной жизни Лондона.
На пару с Мором Эйди Роберт написал предисловие к переизданию «Мельмота Скитальца» Чарльза Мэтьюрина. Это предисловие Робби отослал весьма известному и влиятельному в то время критику Эдмунду Госсу, желая обратить на себя его внимание, и преуспел в этом. Несмотря на множество отличий во взглядах и вкусах, они стали друзьями и достаточно близко общались на протяжении всей жизни. С Мором Робби сошёлся настолько близко, что они вместе сняли квартиру, не как любовники, но как два холостяка с общими вкусами в искусстве и литературе и общими же привычками. В это же время Робби, которого всегда отличал тонкий вкус в живописи, завёл множество интересных знакомств в артистических кругах, например с юным Обри Бердслеем и Уильямом Ротенштайном, с которыми впоследствии тесно общался.
В 1893 году Робби оказался вовлечён в неприятный инцидент. Он вступил в связь с юношей из хорошей семьи и ему едва удалось избежать скандала, когда родители мальчика узнали об этом. После этой истории Робби подчинился воле семьи, которая решила отослать его подальше от всяческих соблазнов и уехал в швейцарский Давос, где жил на тот момент старший брат Робби Джек. Уехать оттуда у Робби получилось значительно раньше, чем он рассчитывал. Семья пригласила его съездить в Канаду. Это была его единственная поездка в Канаду, если не считать пребывания там в младенчестве. Вернулись они с Алеком в Лондон в июне 1894.

### Суд над Уайльдом
В это время в жизни Уайльда наступил переломный момент. После триумфа премьеры «Как важно быть серьёзным» 18 февраля 1895 года, отец любовника Уайльда Бози Дугласа оставил драматургу свою визитную карточку с провокационной надписью. Это стало последней каплей для Уайльда, которого маркиз Куинсберри преследовал уже больше года. Уайльд под влиянием Бози подал на Куинсберри в суд, напрасно Робби пытался его отговорить. Маркиза оправдали, но он подал в свою очередь в суд на Уайльда. Писателя все знакомые уговаривали уехать. Уайльд остался и его арестовали. После ареста он попросил Робби сходить к нему домой и забрать его вещи. Робби забрал также часть личных бумаг и рукописей Уайльда, он справедливо опасался, что их могут использовать в качестве компромата на суде. В нескольких газетах промелькнула информация, что Робби был с Оскаром, когда того арестовывали. Пребывание его в стране было небезопасным — уже сотни джентльменов на волне истерии, которая поднялась после ареста Уайльда, покинули Англию. Уступив настойчивым просьбам матери Робби в компании Реджи Тернера пересёк Ла-Манш и остановился в отеле в Кале — как можно ближе к Англии. Оттуда Робби, Реджи и Бози следили за процессом по газетам. 20 мая началось повторное слушание дела, и закончилось оно 25 мая обвинительным приговором. Это совпало с днём рождения Робби и с известием о смерти жены его брата Джека. Робби вернулся в Англию на похороны. Робби навещал Уайльда в тюрьме и занимался улаживанием его финансовых проблем. Оскар жаловался ему на Бози, когда Робби передавал это Бози, тот обижался на него, считая, что Робби специально настраивает Оскара против него.

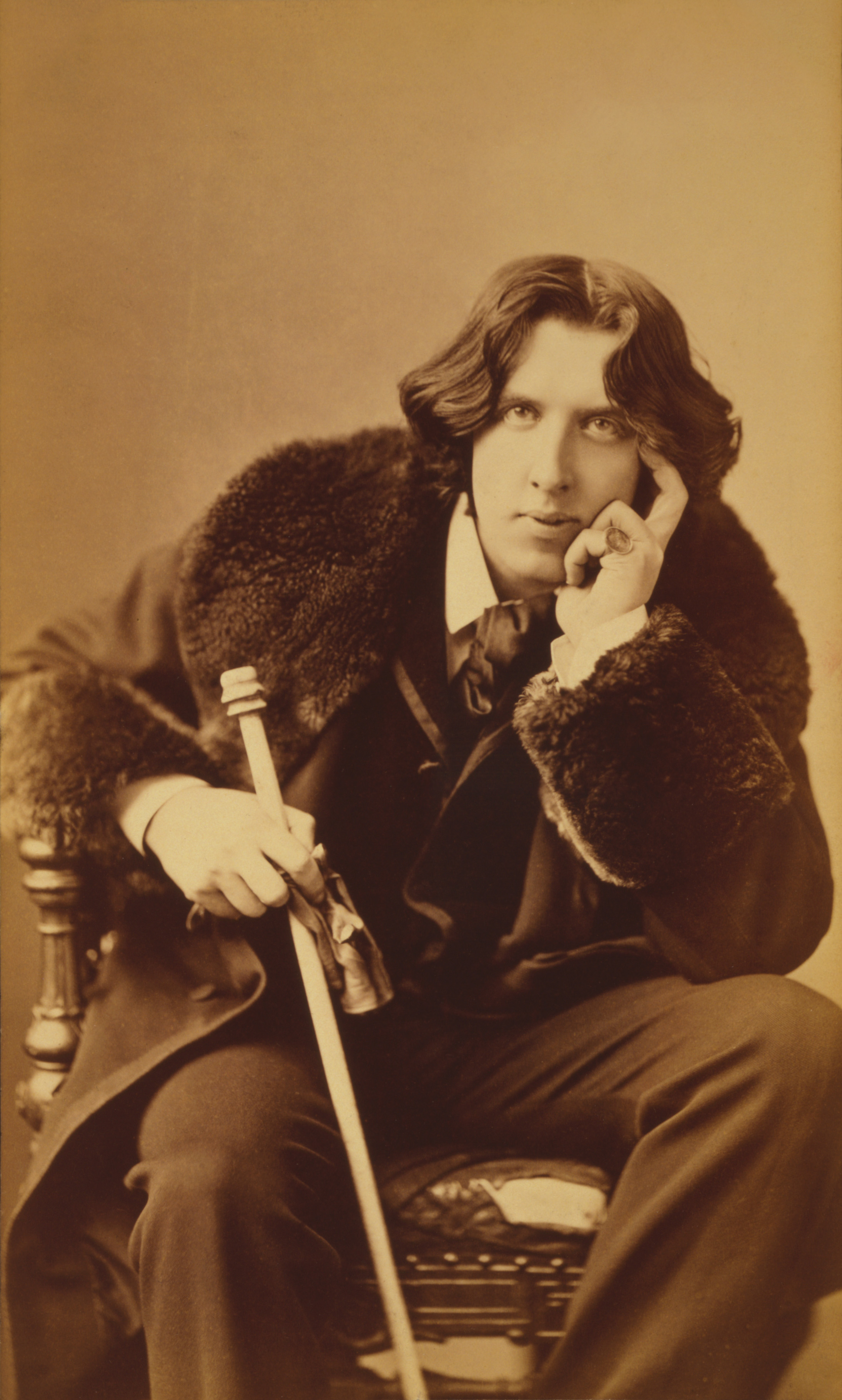
Оскар Уайльд, 1882

Ещё до падения Оскара Робби начал получать от различных издателей запросы на написание небольших изящных юмористических штучек, которые неплохо ему давались. В частности, один издатель особенно интересовался лимериками в его исполнении, утверждая, что наслышан о его великолепной способности к их сочинению. Но у Робби не было ни настроения ни времени на творчество. Возможно, именно нервное напряжение сказалось на очередном резком ухудшении его здоровья. Обострилась проблема с почкой, отбитой ещё в детстве, во время школьного крикетного матча. После длительных консультаций врачей было постановлено, что единственный выход исправить ситуацию — это удалить её. Но операция была очень опасной и вполне могла окончиться летальным исходом, даже несмотря на то, что Робби должен был оперировать один из лучших хирургов того времени, сэр Фредерик Тревес. Робби написал завещание, уладил все свои дела и приготовился к возможности смерти. В течение нескольких недель после операции жизнь Робби висела на волоске. Как пишет биограф, выкарабкаться Робби помогла его вера.

### После освобождения Уайльда
В мае 1897 года Оскара выпустили из тюрьмы, Робби и Реджи ждали его во Франции. В течение нескольких месяцев Уайльд не заговаривал о Бози, но в какой-то момент стало очевидно, что их встреча неизбежна. Все его друзья пришли в ярость, и Робби не в последнюю очередь. Все уговаривали Оскара одуматься, напоминали, что Бози погубил его, тот все понимал, но одумываться не собирался. В сентябре Уайльд уехал в Неаполь к Бози, наперекор всем. Робби чуть ли не впервые в жизни утратил природную сдержанность и забросал Оскара серией гневных писем, полных упрёков и возмущения. Помирились они через несколько месяцев.
В этот период времени значительно больший повод для беспокойства, нежели Оскар, давал Робби Обри Бердслей, который сильно болел. Вскоре после смерти Бердслея Робби заказали написать панегирик, который в итоге вошёл в издание комедии Бена Джонсона «Вольпоне», выпущенной Смизерсом. В мае Робби помог матери и сестре Бердслея организовать поминальную мессу в иезуитской капелле и оплатил половину расходов за неё.
Писал Робби мало. Не считая панегирика и одного непримечательного рассказа, он за почти два года не написал вообще ничего. И дело было не только в нехватке времени, но и в том, что Робби до сих пор толком не нашёл себя. Но тут ему подвернулся случай узнать, чем бы он хотел заниматься в жизни. В компании Реджи Тернера он отправился в двухмесячную поездку по Италии. Она оживила никогда не утихавший в Робби интерес к искусству, и он окончательно понял, что ему стоит попробовать себя на поприще художественного критика. В Лондоне как раз открылась галерея «Карфакс», образованная Дж. Р. Фотергиллом, Робби стал там завсегдатаем, активно заводя знакомства в артистических кругах и пребывая в курсе всех новейших течений в современном искусстве. В то время он написал рассказ про одного учёного-археолога, опубликованный в журнале «Корнхилл» в октябре 1900 года и оказавшийся одним из самых удачных.
Оскар серьёзно болел и сразу после операции на ухе 10 октября послал Робби телеграмму с просьбой срочно приехать. Тот появился в Париже 16 октября, как раз в день рождения Оскара и обнаружил, что тот находится в весьма приподнятом состоянии духа. Робби не был убеждён в том, что Оскар умирает, к тому же его присутствие срочно требовалось на юге Франции, где его ждала мать. Он уехал 12 ноября, оставив с Оскаром Реджи Тернера. Тот каждый день сообщал ему о состоянии Оскара, а 28 ноября телеграфировал: «Почти безнадежен». Робби тут же выехал из Ривьеры ночным поездом. Когда Робби приехал, Оскар уже не мог разговаривать. Было ясно, что он умирает. Оскар уже давно высказывал пожелание стать католиком, но Робби чувствовал, что это намерение со стороны Уайльда недостаточно серьёзно. Но теперь, перед смертью Оскара, он нашёл католического священника, который совершил крещение и предсмертное помазание. В два часа дня 30 ноября 1900 года Уайльд умер. Робби и Реджи были рядом до самого конца. Робби предстояло разбираться со всевозможными формальностями, организовывать похороны, улаживать финансовые вопросы. Для похорон Робби выбрал временный участок на кладбище Баньо и оформил его на своё имя. Он собирался потом перенести гроб с телом на кладбище Пер-Лашез, но тогда ещё не очень хорошо представлял себе, какой памятник заказать. Бози, который не явился, несмотря на все телеграммы, к Оскару, пока тот ещё был жив, на похоронах исполнял роль главного плакальщика. Они с Робби обменялись у могилы несколькими резкими фразами. Вернувшись к матери в Ментон, Робби погрузился в ответы на письма с соболезнованиями — это помогало ему справляться с горем.

### После смерти Уайльда
Робби поступали многочисленные предложения написать по свежим следам биографию Уайльда, но он отказывался, — считал, что для этого ещё не пришло время. По возвращении в Лондон его ожидало новое занятие. В галерее «Карфакс» освободилось место администратора, его предложили Робби — и он взялся за это дело совместно с Мором Эйди. Управление галереей оказалось гораздо более сложным занятием, чем он предполагал, так как предшественники оставили ему дела в полном беспорядке. На наведение порядка ушло всё лето и часть осени, зато в ноябре в галерее состоялась крупная выставка сатирических рисунков Макса Бирбома. Другой обязанностью Робби оставался присмотр за литературным наследием Уайльда. Этому он уделял очень много внимания и сил. Первым делом он официально оформил свой статус литературного душеприказчика Уайльда, которым тот наделил его ещё в письме, написанном из Редингской тюрьмы. Робби был настроен решительно и серьёзно: он верил в то, что, пусть и спустя много лет, но всё наследие Уайльда вновь займёт достойное место в литературе и на сцене, а все доходы будут идти его сыновьям.
У Робби наконец появилась личная жизнь. В самом начале 1903 года он встретил юного и весьма привлекательного восемнадцатилетнего клерка Фредди Смита, с которым вступил в отношения, столь отличающиеся от его предыдущих многочисленных и мимолётных сексуальных связей. В 1903 ему было уже 34 года. Разница в возрасте их не смущала, Фредди по образованию и происхождению был Робби не ровня — но горел энтузиазмом в плане получения новых знаний и улучшения манер, и Робби явно с удовольствием занимался обучением юного любовника. Он нанял Фредди в качестве своего личного секретаря — и не только для прикрытия, ему и правда очень нужен был секретарь: и в «Карфаксе», и в улаживании дел с литературным наследством Уайльда.
В эти годы укрепились позиции Робби как весомой фигуры в мире искусства. В 1903 году в «Карфаксе» прошла очень успешная выставка работ Роджера Фрая, критика и художника, после которой «Карфакс» заслужила репутацию респектабельного места, в котором постоянно бывали знатоки искусства. Робби начали приглашать для участия в различных комитетах по искусству и т. д. В 1904 году с разрешения Робби на немецком языке был впервые опубликован отрывок «De Profundis», произведения-письма, написанного Оскаром Уайльдом в тюрьме. В следующем году отредактированная и урезанная версия книги вышла и в Англии. В ходе одного из обсуждений книги Робби поссорился с Бози, отзывавшимся о книге пренебрежительно, не зная, что на самом деле это послание было адресовано ему.
1905 год завершился успешно, в Дрездене состоялась премьера «Саломеи», «De Profundis» продавалась прекрасно, велись переговоры с Джорджем Александром по выкупу прав на «Идеального мужа» и «Как важно быть серьёзным», и в начале 1906 года банкротство Уайльда было наконец официально аннулировано, а вся прибыль от авторских прав начала поступать его сыновьям Сирилу и Вивиану. Аннулирование банкротства позволило Робби начать подготовку полного собрания сочинений Уайльда. В течение 1906 года Робби по просьбе главного редактора «Академии» Гарольда Чайлда писал критические статьи практически каждую неделю, на самые различные темы: об искусстве, театре, литературе. Также в то время Робби регулярно писал статьи для специального приложения к «Дейли Мейл», его редактором как раз стал Эдмунд Госс. Рецензии Робби появлялись в этом приложении по соседству со статьями Томаса Гарди и молодого Честертона. Летом 1908 года началось издание 12-томника Уайльда — как писал в своей колонке в «Таймс» Гарольд Чайлд, исключительно благодаря самоотречению, стараниям, хлопотам и преданной заботе Робби. В том же году Робби реализовал давно задуманный план: перенос праха Уайльда на кладбище Пер-Лашез. Вместе с сыном Уайльда, Вивианом, Робби поехал в Париж проследить за процессом. Памятник он заказал у молодого американского скульптора Джейкоба Эпштейна. 1908 год закончился безусловным триумфом Робби. 1 декабря в лондонском отеле «Ритц» собралось более ста пятидесяти гостей, чтобы поприветствовать его и поблагодарить за всю работу, которую он проделал для восстановления репутации Оскара Уайльда как выдающегося писателя и драматурга.

### Публикация собственных работ
К 40 годам у Робби ещё не появилось ни одной книги. И вовсе не потому, что некому было издать: у него были прекрасные связи в литературных кругах, к тому же уже несколько раз ему поступали предложения написать биографию Уайльда. Он отказывался, мотивируя это тем, что был слишком вовлечён в события, чтобы объективно о них поведать. На самом деле, возможно, причина была ещё и в том, что Робби мог чувствовать неспособность взяться за большой объём. Его идеальным размером были эссе от тысячи до трёх тысяч слов. Однако же первая книга всё-таки вышла в 1909 году — это была книга об Обри Бердслее. Обильное количество иллюстраций удачно скрывало тот факт, что авторского текста в книге, собственно, совсем немного — меньше десяти тысяч слов. Но написана она была, безусловно, весьма проникновенно. Ещё одной причиной, по которой Робби не мог браться за большой объём литературной работы, стала его новоприобретённая привычка проводить время на самом эдвардианском из развлечений — приёмах в загородных резиденциях. Робби был очень популярен на таких мероприятиях — светский, любезный, с отточенным чувством юмора.
В сентябре 1909 года вышла вторая его книга, сборник эссе, журналистских статей и коротких рассказиков, «Маски и фазы». Сам Робби охарактеризовал её как «лоскутное одеяло». Критики приняли книгу достаточно дружелюбно, хоть некоторые и намекали осторожно на её старомодность. Многие из собранных в книге работ действительно были написаны в 90-е годы XIX века. Его позиция как влиятельного художественного критика в Лондоне продолжала укрепляться, однако же в директора галереи Тейт его не взяли, выбрали другого кандидата, что Робби сильно расстроило. Зато в личной жизни в этот период у него всё было хорошо. Отношения с Фредди процветали. Последний унаследовал достаточную сумму денег от дальнего родственника, чтобы чувствовать себя финансово независимым, и перестал работать у Робби секретарём.

### Разбирательства в суде
В начале 1910-х годов Робби прошёл через череду судебных процессов. Бози, оказавшийся на пороге банкротства, подал в суд на Рэнсома, биографа Уайльда, использовавшего книгу De Profundis. Он мотивировал это тем, что книга содержит клевету на него и умаляет его значение. Робби предложил Рэнсому, с которым сотрудничал в написании биографии, оплатить все судебные издержки. Суд, исход которого решило зачитывание вслух полного текста De Profundis, Бози проиграл и затаил злобу на Робби.
Робби тем временем сменил работу. Редактор «Морнинг Пост» ушёл в отставку, и Робби тут же вслед за ним подал заявление об увольнении. Зато его приняли на работу в Арт-Галерею Йоханнесбурга, для которой он должен был собирать по всей Англии предметы искусства и картины. В частности, Робби приобрёл для этой галереи довольно известные работы прерафаэлитов: Милле, Россетти и Брауна. Также он стал оценщиком картин и рисунков в Налоговом управлении. Новая работа требовала от него много путешествовать и посещать богатые дома, в которых после смерти хозяев требовалась оценка картин. Эта работа предоставила ему ещё более прочное положение в самых высших кругах английского общества.
Известия об успехе Робби ещё больше подстёгивали ненависть и зависть Бози. Робби понимал, что Бози так просто не успокоится и ожидал атаки противника. И действительно, Бози решил отомстить. Через пару месяцев Бози с помощью своего друга Кросланда выпустил книгу «Оскар Уайльд и я» полную оскорблений как в адрес самого Уайльда, так и Роберта. Он также нанял частного детектива следить за Робби и Фредди Смитом и отослал в Скотланд-Ярд донос о преступной связи Робби и Фредди. Тем временем Робби съездил в Россию, куда его пригласили на первую российскую постановку «Саломеи». Из их отношений с Фредди ушла былая страсть, и они вскоре расстались.
В декабре 1913 года Робби переехал и всего через несколько дней выяснил, что въехавший в тот же дом Бози пытался подкупить одного из членов обслуживающего персонала, чтобы тот выкрал бумаги из квартиры Робби. К счастью, владелец здания вошёл в положение Робби и выселил Бози. Против Бози выдвинул обвинения его тесть, и тот поспешно уехал во Францию, туда же за ним поехал и Кросланд. Робби решил воспользоваться этим, и в их отсутствие в марте 1914 года подал иски сразу на обоих, обвиняя в клевете. Робби надеялся, что они не станут возвращаться в Англию, и Бози действительно остался во Франции, а вот Кросланд вернулся и был арестован. Начались слушания в мировом суде, были приглашены свидетели и с той и другой стороны. После длительных слушаний, судья заявил, что не считает Кросланда виновным, что, впрочем, вовсе не означает, что он считает виновным Робби. Такой исход был унизительным для Робби, он понимал, что станет объектом пересудов, критики и даже жалости в Лондоне.
В августе разразилась Первая Мировая война, и с её началом в Англию из Франции вернулся Бози Дуглас, чего так боялся Робби. Сразу по прибытии его арестовали. Бози выдвинул встречный иск против Робби и назвал имена четырёх людей, с которыми, по его утверждению, у Робби за последние 20 лет были сексуальные связи. В защиту Робби выступили Герберт Уэллс, который последние годы близко сдружился с Робби, и Эдмунд Госс, заявивший что они с женой знают Робби уже много лет как человека исключительно порядочного. Вивиан Холланд сказал, что Робби фактически заменил ему отца и очень многое для него сделал; также он подтвердил, что Робби не извлекал никакой денежной выгоды из литературного наследия Уайльда, в чем Робби обвиняли Бози и Кросланд. Судья впрочем чётко дал понять, на чьей стороне находятся его симпатии, заявив, что Робби ни разу не дал понять, что относится к гомосексуальности с отвращением — в отличие от лорда Дугласа, известного своими активными кампаниями, направленными на борьбу с этой мерзостью. Однако же суд оказался неспособным прийти к единому решению. Назначили новое заседание. Робби, решив что не выдержит дальнейших пересудов, забрал своё заявление против Бози. В 1915 году в суд на Робби подал Кросланд, который обвинял Робби в злостном преследовании, ссылаясь на прошлогодний процесс. Дело за неимением весомых доказательств было закрыто.

### Последние годы
Последние годы жизни Робби неразрывно связаны с известным английским поэтом Зигфридом Сассуном. Они познакомились в 1913 году на вечеринке у Эдмонда Госса, но, несмотря на довоенное ещё знакомство, по-настоящему они подружились уже во время войны. Сассун отправился служить ещё до начала войны, движимый патриотическим порывом, однако со временем в его стихах всё чаще начала звучать неприкрытая правда ужасной окопной жизни и горькие обвинения, бросаемые им высшим чинам и власть имущим, обогащавшимся на кровавой бойне. Это настроение было очень близко Робби, который ненавидел войну. К Сассуну он относился как опекун и заботливый дядя: поддерживал морально, помогал советами, предоставлял кров, ввёл его в литературные круги и лично познакомил со многими писателями, в частности с Гербертом Уэллсом и Арнольдом Беннетом. Сассун немало написал о Робби в своей автобиографии «Путешествие Зигфрида». В то же время Робби познакомился с юным поэтом Уилфредом Оуэном, которого также поддерживал.
В тот период Робби, занимался не только тем, что морально поддерживал фронтовых поэтов. В частности, он помог переправить в Южную Африку коллекцию, собранную для Йоханнесбургской галереи, которая должна была открыться весной 1917 года. Также он согласился на должность оплачиваемого советника Мельбурнской национальной галереи Виктории, для этой галереи он начал приобретать ценные экземпляры в коллекцию. Он даже собирался отправиться в Австралию и лично встретиться с её руководством.
В начале 1918 года Робби много болел — сказывались постоянные стрессы и переживания, а также удалённая почка. 5 октября Робби вернулся после долгого обеда с друзьями и сказал экономке, что у него побаливает в груди и он ненадолго приляжет. Когда та зашла разбудить его к ужину, он был мёртв. Ему было всего 49 лет. Вскрытие показало, что смерть наступила в результате потери сознания, вызванной хроническими бронхитом и гастритом. В соответствии с его завещанием он был кремирован. Другим пунктом завещания было желание быть погребённым в могиле Оскара Уайльда. Разрешения на это родственникам Робби удалось добиться только в 1950 году, когда Марджори Росс, жена его племянника Уильяма доставила урну в Париж и поместила в специальном углублении, которое по просьбе Робби сделал в памятнике Джейкоб Эпштейн: уже тогда Робби решил, что найдёт последнее пристанище рядом с другом.